# Genesys (jeu vidéo)
Pour l'entreprise, voir Genesys.
Genesys est Jeu vidéo historique éducatif, sorti en 2000 sur support CD-ROM pour PC et Mac. Il est dans la lignée de Vikings et du best-seller Croisades édité par la société Index+ (Microids).
“Genesys” est un mot latin d’origine grecque signifiant “naissance, formation”. Le CD-ROM raconte l'histoire de l’évolution des techniques l'humanité. Au cours de cinq étapes clefs de l'histoire, l’on doit reconstituer les plus grandes inventions de l'Homme qui ont changé le monde en résolvant des énigmes historiques. L'interface est à mi-chemin entre celle d'un jeu vidéo et d'une encyclopédie virtuelle.
Selon le site Planète Aventure, Genesys est une œuvre inclassable à tous points de vue. Son style encyclopédique assumé s'accompagne d'une dimension ludique, puisque chaque époque se trouve associée à un jeu éducatif. La narration de Jeanne Moreau, qui apparaît à l'écran sous forme de séquences vidéo de présentation, confère à Genesys un style documentaire. Le jeu est aujourd'hui l'un des témoins d'un genre révolu, celui du CD-ROM culturel interactif.

## Le jeu interactif

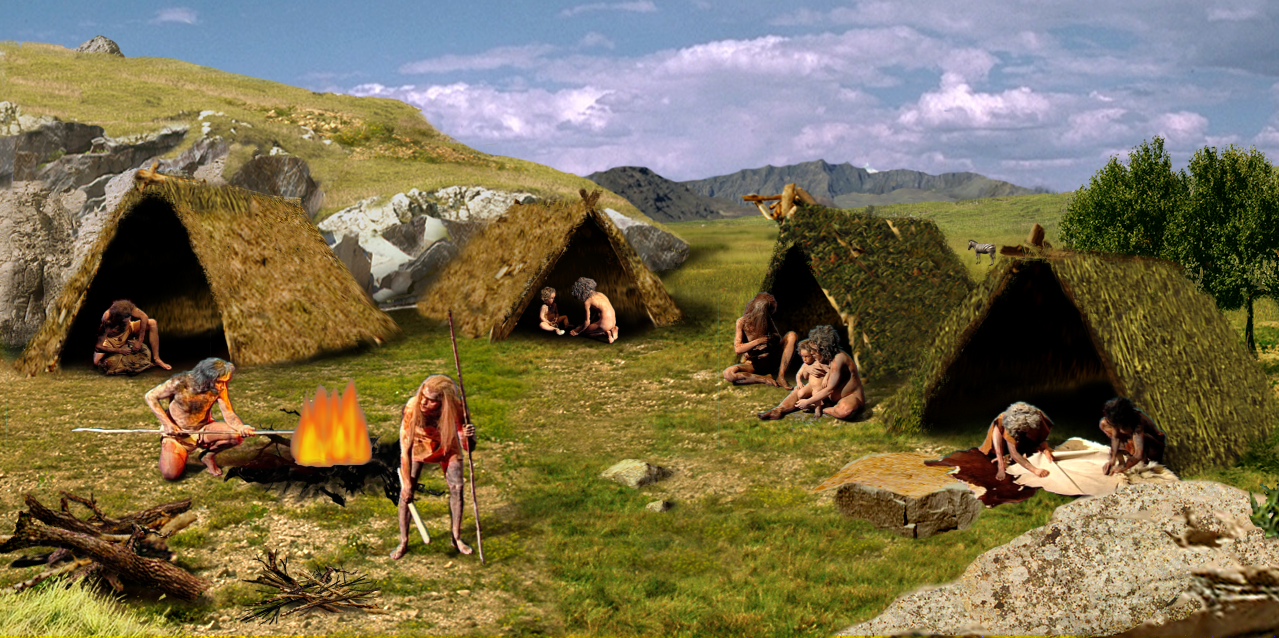
L'une des premières scènes interactives se déroulant à la préhistoire.

Le joueur est immergé au cœur d'un parcours initiatique des 16 inventions et découvertes fondamentales dont l’utilisation a conditionné de manière décisive l’évolution de l’humanité.
L'actrice Jeanne Moreau est la guide à travers l'Histoire, elle  explore des lieux historiques importants dans tous les continents en Afrique, au Moyen-Orient, en Asie, en Europe et en Amérique. L'on assiste à la découverte du feu à la Préhistoire jusqu'à celle de l’informatique à l'Époque contemporaine.
Dans chaque étape du DVD-Rom, le joueur est confronté à plusieurs niveaux de jeu et il doit résoudre des énigmes de réflexion basées sur des faits historiques réels ou plausibles pour la Préhistoire notamment. Il s’agit alors d’explorer les scènes de jeu et de rechercher des indices en interrogeant des personnages ou en récupérant des objets dans une base de données documentaire très riche sur l’histoire des évolutions humaines et technologiques. Le joueur doit également manipuler des éléments comme la barre d'un navire qui lui permettra de faire un tour du monde. Le joueur agit ainsi directement dans les scènes du jeu
C’est en résolvant des énigmes que le joueur progresse dans l’histoire de l’évolution de l’humanité.

## La réalisation
Le DVD-Rom Genesys bénéficie d’une superproduction de la même qualité que celle des productions d’Index+ Croisades et Vikings. Les 120 personnages d’époque sont filmés et incrustés dans des décors réalistes.
Il contient 16 niveaux de jeu. 5 époques sont fidèlement reconstituées. L'on doit découvrir 16 inventions et découvertes qui ont marqué l’évolution de l'humanité avec 53 tableaux. 120 personnages sont filmés en costumes d’époque avec 98 fiches historiques.
Le jeu a été édité en quatre langues : français, anglais, allemand et espagnol.

## Les énigmes à résoudre

### La préhistoire
- La taille de la pierre et l'évolution des différents outils.
- La découverte du feu et la cuisson des aliments.
- L’agriculture, la poterie, l'élevage, le tissage et es outils agricoles.
- Idées et croyances à la Préhistoire : Les sépultures, la conquête des continents, l'apparition de l'art et les religions à la Préhistoire.

### L'antiquité
- Les transports : l'invention de la roue, la création des routes et des villes
- Les métaux du bronze au fer et l'orfèvrerie
- L’écriture : cunéiforme, les hiéroglyphiques, les alphabets
- Le commerce : les moyens d'échange et la monnaie. La répartition des richesses. L'organisation sociale et la loi
- Idées et croyances à l'Antiquité : Les religions égyptiennes. La religion et la philosophie grecque. La tradition hindoue ou brahmanisme. Les religions révélées, juives et chrétiennes

### Le Moyen Âge
- L’imprimerie : les caractères mobiles, les premiers livres. La diffusion du savoir
- Le tour du monde : les navigateurs et le nouveau monde. Le commerce des épices
- Idées et croyances au Moyen Âge :le bouddhisme, l'islam, l'hindouisme, les christianismes, le confucianisme et le taoïsme

### L'époque moderne
- La révolution industrielle :  la machine à vapeur, la métallurgie, le progrès des transports, l'industrie textile et la nouvelle société industrielle
- L’électricité : la découverte de l'électricité, Les utilisations de l'électricité et quelle électricité pour demain ?
- Idées et croyances à l'époque moderne : la Renaissance. Du classicisme aux Lumières

### L'époque contemporaine
- Le téléphone : les précurseurs du téléphone, le télégraphe et le téléphone portable
- La voiture et le train : le moteur à explosion, le train, la voiture. Concilier le progrès et les nuisances
- La photographie, le cinéma, la radio et télévision : communiquer par les ondes, l'invention du cinéma, des débuts de la télévision à la couleur et au numérique
- La conquête des airs : les pionniers de l'aviation, 'l'avion à réaction, les fusées et l'aviation commerciale
- La micro-informatique : les précurseurs de l'informatique, les microprocesseurs, les premiers ordinateurs, les micro-ordinateur et le réseau Internet
- Idées et croyances à l'époque contemporaine : le monde anglo-saxon. En Asie. En Europe. Les Intégrismes

## Fiche technique

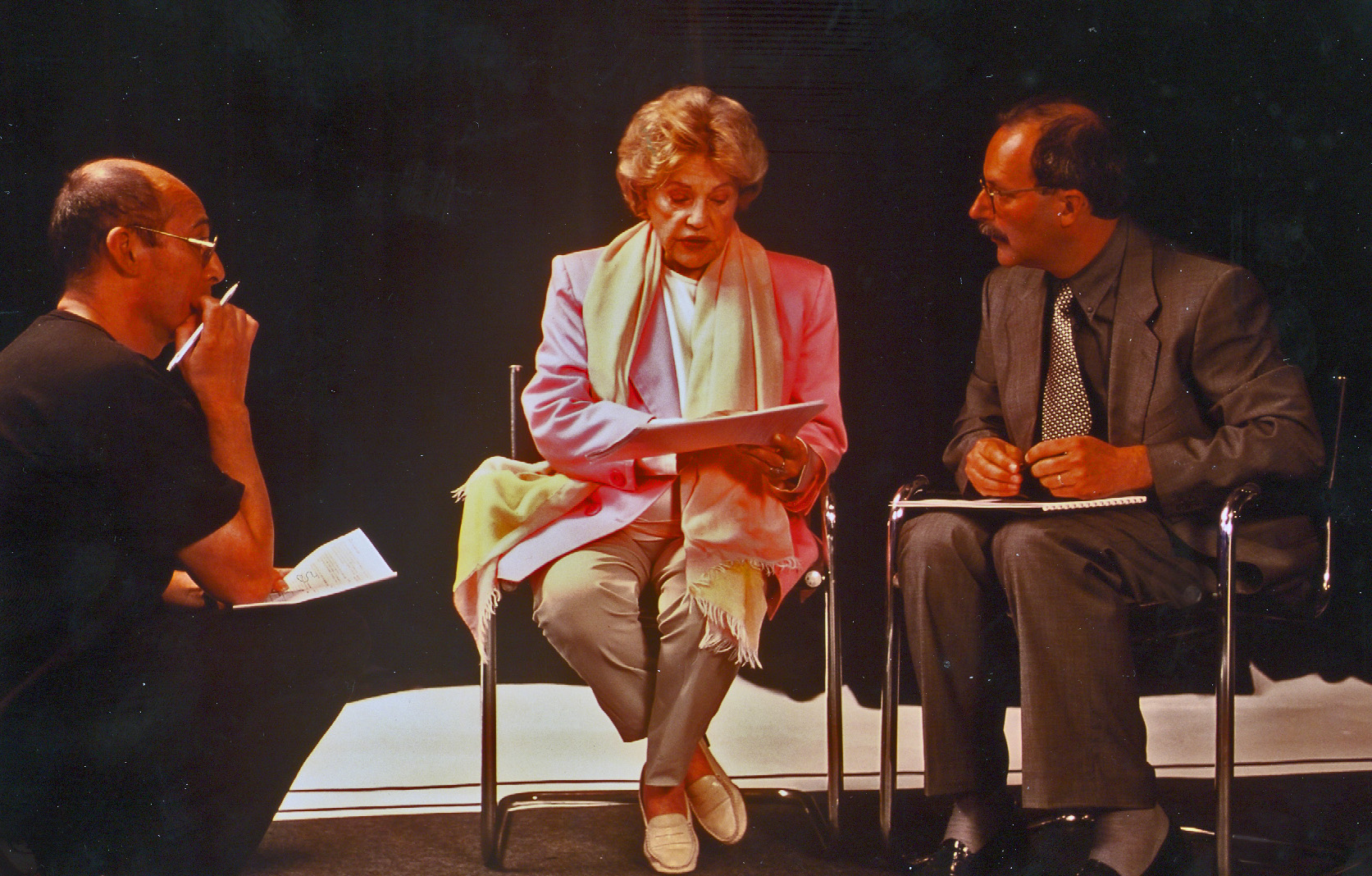
Jeanne Moreau sur le plateau de tournage du jeu vidéo Genesys, accompagnée de Jean-Paul Prado (scénariste) à gauche, et Claude Richardet (producteur) à droite.

- Producteur délégué : Claude Richardet
- Producteur exécutif : Vincent Berlioz
- Réalisation : Galiléa
- Scénario : Jean-Paul Prado
- Sélection des thèmes : Claude Richardet et José Marin
- Direction éditoriale : Guy Parmentier
- Direction artistique : Jean-Paul Prado
- Direction technique : Philippe Gaudé
- Dialogues et commentaires : Jean-Paul Prado, Sylvie Dupont, Chloé Prado
- Conception graphique : Jean-Paul Prado et David Berlioz
- Cinématiques : David Berlioz
- Décors : David Berlioz, Stéphanie Didon-Morel, Guillaume Pénelon
- Développement informatique : Jean-Baptiste Berlioz
- Conseiller scientifiques : Jean-Pierre Laurant, Yves Lequin, Martine Faure, Olivier Rouault, Olivier Zeller, Girolamo Ramunni, José Marin, François Laplantine, Jacques Neirynck, Erica Deuber-Ziegler et Egil Lillestol
- Musique originale : Yan Volsy
- Narratrice : Jeanne Moreau
- Acteurs : Florès Rebecca, Saket Naîma
- Dialogues : Sylvie Dupont
- Voix off : Claire Boge, Paul Bandey, Christophe Caysac, Philippe Codorniu, Pierre David-Cavaz, Gilbert Dombrowsky, Michel Ferber, Jean-Marc Galéra
- Edition : Index+ et société Wanadoo
- Production : Cybèle Productions
- Supports : trois CD-Rom et un DVD-Rom pour PC/Mac
- Date de sortie : 20 septembre 2000